# Själevad

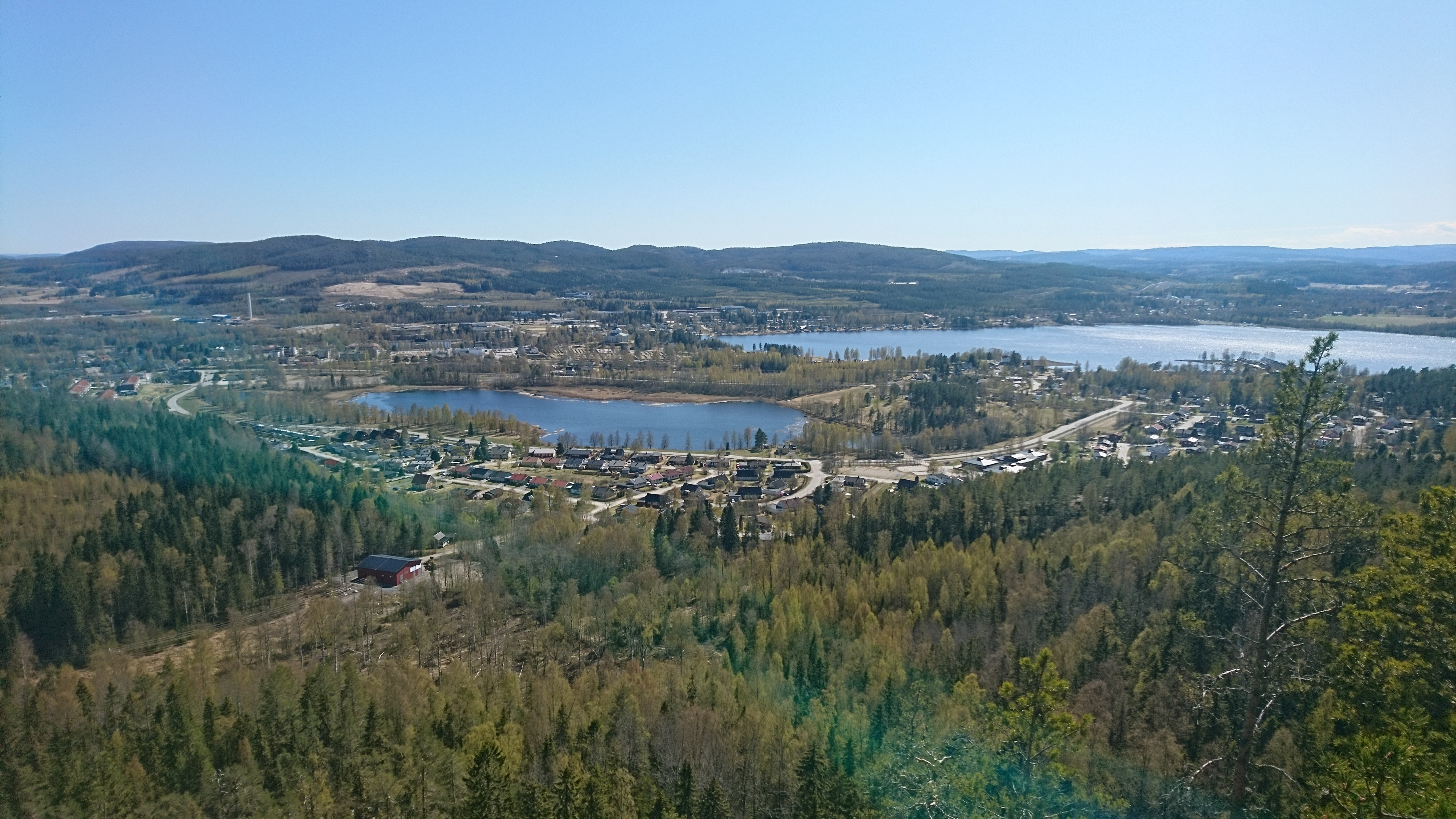
Utsikt över Själevad från Mycklingsberget.

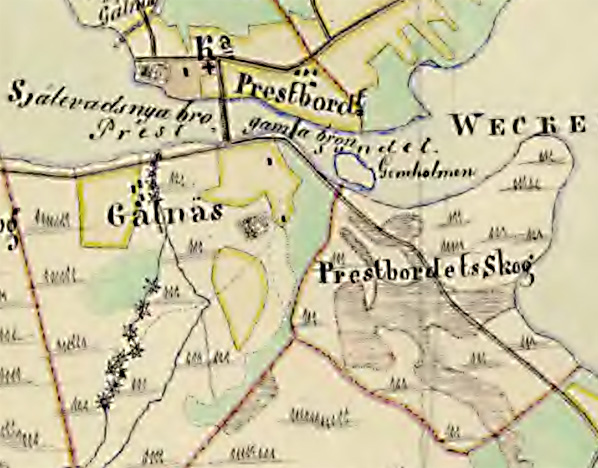
Själevads prästbord och Gålnäs by på en karta över Själevads socken från 1852.

Själevad är kyrkbyn i Själevads socken i Örnsköldsviks kommun, belägen 6 kilometer väster om Örnsköldsviks stadskärna. Orten är en av de äldsta i Nolaskogsområdet. 
Själevads kyrka har en säregen åttkantig form och har tidigare utsetts till Sveriges vackraste kyrka.

## Namnet
Själevad skrevs 1347 som Siælawa. Det är sammansatt av själ (som betyder 'säl' i östliga dialekter) och ava som betyder 'grund, trång vik av sjö eller ström' i norrländska dialekter.

## Befolkningsutveckling
| Befolkningsutvecklingen i Själevad 1950–1965                                               | Befolkningsutvecklingen i Själevad 1950–1965 | Befolkningsutvecklingen i Själevad 1950–1965 | Befolkningsutvecklingen i Själevad 1950–1965 | Befolkningsutvecklingen i Själevad 1950–1965 |
| ------------------------------------------------------------------------------------------ | -------------------------------------------- | -------------------------------------------- | -------------------------------------------- | -------------------------------------------- |
|                                                                                            |                                              |                                              |                                              |                                              |
| År                                                                                         |                                              |                                              | Folkmängd                                    | Areal (ha)                                   |
| 1950                                                                                       | 1950                                         |                                              | 1 595                                        | ##                                           |
| 1960                                                                                       | 1960                                         |                                              | 1 334                                        | 209                                          |
| 1965                                                                                       | 1965                                         |                                              | 1 735                                        | 214                                          |
| Anm.: Sammanvuxen med Örnsköldsvik 1970. ## Som tätort/befolkningsagglomeration 1920–1950. |                                              |                                              |                                              |                                              |

## Näringsliv
Hägges och Fjällräven kommer från Själevad. De, liksom flera andra industrier, ligger i Gålnäs industriområde. Porrmagnaten Berth Milton Jr. föddes i Själevad. Beläget vid Själevadsfjärden fanns tidigare även ett bryggeri, Själevads Bryggeri.

## Idrottsliv
Själevad har ett tidigare allsvenskt damfotbollslag tillhörigt klubben Själevads IK. Fotbollslandslagsspelarna Malin Moström och Frida Östberg kommer från orten, likaså ishockeyspelarna Bo Berglund, Victor Hedman och Niklas Nordgren. 
Ortens orienteringsklubb heter Skogslöparna och svarar för driften av ett elljusspår där de även preparerar skidspår vintertid och håller till vid Nordhemsvägen 41. 
Själevads Skidor IF var tidigare en mycket aktiv längdskidklubb. 
Orten är även känd för ett bra fiske i Moälven, Själevadsfjärden och Veckefjärden. Främst är det gös och gädda som fångas där, men även laxfisket har fått ett uppsving de senaste åren.